# Corrente comunista internazionale
La Corrente Comunista Internazionale (CCI; in inglese International Communist Current, ICC) è un'organizzazione politica, nata nel gennaio 1975 per iniziativa di alcuni militanti comunisti, tra i quali svolse un ruolo rilevante Marc Chirik (Marc Lavergne), che si richiamavano, oltre che alla Sinistra Comunista Italiana, anche alle correnti di sinistra, sorte all'inizio degli anni Venti in Germania, Paesi Bassi, Bulgaria e in Russia con il Gruppo Operaio di Mjasnikov.
Punto di riferimento era la Sinistra Comunista di Francia (Gauche Communiste de France – GCF), formatasi nel luglio 1945, dopo la rottura con la Fraction Française de la Gauche Communiste, aderente al Partito Comunista Internazionalista, al quale rimproverava una svolta opportunista, in contrasto con quanto la Sinistra comunista internazionale aveva elaborato in precedenza. Dal 1945 pubblicò “Internationalisme”, che cessò le pubblicazioni nel 1952, quando Marc Chirik, ritenendo imminente lo scoppio della Terza guerra mondiale e la conseguente invasione sovietica dell'Europa, si rifugiò in Venezuela con la sua compagna Clara Geoffroy.

## Storia
All'inizio degli anni Sessanta, Marc Chirik ne riprese le file e, dopo un'accesa polemica contro le teorie guerrigliere (fochismo), nel 1964, iniziò a pubblicare “Internacionalismo”, sostenendo posizioni che, nel 1968, furono accolte prima in Francia (“Révolution Internationale”) e via via in altri Paesi. Grazie a questa diffusione, fu costituita la Corrente Comunista Internazionale, che oggi è presente, oltre che in quasi tutti Paesi dell'Europa Occidentale, negli USA, in Messico, in India e in Australia.
Nella concezione teorica della CCI, svolge un ruolo fondamentale il concetto di decadenza del capitalismo, ripreso da Rosa Luxemburg, in base al quale ogni istituzione – dallo Stato ai sindacati - ha perso le iniziali caratteristiche democratiche e progressiste, divenendo strumento della conservazione del modo di produzione capitalistico. La decadenza del capitalismo, iniziata con la prima guerra mondiale, è entrata negli anni Ottanta, secondo la Corrente, nella fase di decomposizione, ultima fase della storia del capitalismo; caratteristiche qualitative della decomposizione spingono la CCI a ritenerla una fase specifica e suprema della fase di decadenza, quindi non sovrapponibile a questa, ma senz'altro inconcepibile al suo di fuori.
Come nella tradizione classica della Sinistra Comunista, democrazia, stalinismo e fascismo vengono visti come varianti della dittatura della borghesia, che non differiscono in alcun modo nel contenuto di classe. Anche i partiti social-comunisti, comprese le formazioni dell'estrema sinistra di ispirazione maoista, trotzkista e anarchica, sono definiti frazioni della borghesia egualmente reazionarie.
La CCI definisce i regimi dell'ex-URSS, nell'Est Europa, in Cina, Cuba ecc. come regimi a capitalismo di stato; secondo la sua analisi una universale tendenza al capitalismo di stato sarebbe propria della fase di decadenza.
Al contrario della Sinistra comunista di origine italiana, la CCI ritiene che il Partito Comunista non abbia una funzione di organizzazione del proletariato, né tanto meno che debba instaurare la propria dittatura in nome della classe operaia (nemmeno nelle forme teorizzate dall'ultimo Bordiga), ma di orientamento della lotta dei lavoratori, contribuendo all'unitarietà di tale lotta e alla generalizzazione della coscienza di classe, in direzione della conquista rivoluzionaria del potere da parte dei Consigli Operai.
Dal 1977 e al 1984, la CCI partecipò attivamente alle Conferenze internazionali organizzate dal Partito Comunista Internazionalista - Battaglia Comunista, nel corso delle quali emersero nette divergenze, riguardo alla concezione del partito e dello Stato e riguardo ai criteri di analisi della crisi del modo di produzione capitalistico. Nel 1983, la costituzione del Bureau Internazionale per il Partito Rivoluzionario (BIPR), da parte del Partito Comunista Internazionalista - Battaglia Comunista e della Communist Workers Organisation (CWO), fece venir meno lo scopo per il quale erano sorte le Conferenze internazionali. Ciò non ha impedito che, pur tra le polemiche, la CCI mantenesse i rapporti con queste organizzazioni. Alcune scissioni hanno dato vita a nuove formazioni, tra queste il Groupe Communiste Internationale (GCI), presente in Belgio e costituitosi nel 1978, con nascita "ufficiale" nel 1979 e Internationalist Perspective, inizialmente Frazione Esterna della CCI (FECCI) costituitasi nel 1985 e presente attualmente in Francia e Stati Uniti d'America.
Nel 2001 si costituisce la Frazione Interna della CCI (FICCI), che denuncia una politica liquidatrice della nuova direzione della Corrente, il rifiuto del dibattito politico, il moltiplicarsi di misure disciplinari contro chi esprime posizioni divergenti. La Frazione viene esclusa dalla Corrente nel 2002 per delazione, nel corso del XV Congresso Internazionale della CCI. Attualmente la FICCI si ritiene l'autentica continuatrice della CCI. Il suo organo di stampa è il Bulletin Communiste. Nel 2006 la FICCI ha denunciato quella che definisce deriva consiliarista della CCI attuale.
La FICCI ha conosciuto a sua volta una scissione, nel 2009, con la costituzione della FGCI (Fraction de la Gauche Communiste International), che pubblica il Bulletin Communiste International.
Il gruppo che ha conservato il nome FICCI valuta la crisi politica e organizzativa che la frazione ha attraversato come parte della più generale crisi della sinistra comunista, e a questo bilancio riferisce essenzialmente il suo lavoro attuale. La FGCI prosegue il lavoro di lotta contro quella che definisce deriva opportunista della CCI e di raggruppamento della Sinistra Comunista, secondo l'originaria impostazione della frazione stessa.
Organo internazionale della CCI è la “Revue Internationale”, pubblicata in francese, inglese, spagnolo, italiano e tedesco. Fin dalle origini, questa rivista ha pubblicato numerosi testi della Sinistra comunista internazionale, facendoli uscire da ambiti il più delle volte molto ristretti. La CCI ha inoltre condotto importanti ricerche storiche, in particolare sulla Sinistra Comunista Italiana.